# Georg Schmidt (labdarúgóedző)
Georg Schmidt (1927. április 7. – 1990. július 6.) osztrák labdarúgóedző, szövetségi kapitány.

## Pályafutása
Gimnáziumi tanárként dolgozott Bruckban, ahol a diák labdarúgócsapat edzőjeként is tevékenykedett. Az 1960-as években az osztrák labdarúgó-szövetségben az edzőoktatást vezette és felügyelte. 1970-ben Leopold Šťastný szövetségi kapitánysága alatt az osztrák válogatott csapatvezető asszisztense lett. Ezt a pozíciót megtartotta Branko Elsner, Helmut Senekowitsch és Karl Stotz kapitánysága idején is. Részt vett az 1978-as világbajnokságon Argentínában. A válogatott kijutott az 1982-es spanyolországi világbajnokságra is és miután Karl Stotzot menesztette a szövetség és Ernst Happellel nem sikerült megállapodni Schmidt Felix Latzkéval együtt lett az együttes szövetségi kapitánya a tornán. A világbajnokság után az új szövetségi kapitány Erich Hof kinevezése után visszatért korábbi pozíciójába.